# Göttinger Septuaginta-Unternehmen
Göttinger Septuaginta-Unternehmen – instytut naukowy założony 1 kwietnia 1908 roku przy Akademii Nauk w Getyndze. Jego zadaniem jest publikowanie historyczno-krytycznych wydań Septuaginty, pierwszego tłumaczenia Biblii. Instytut jest finansowany w ramach programu akademickiego Związku Niemieckich Akademii Nauk (Akademienprogramm der Union der Akademie der Wissenschaften).

## Historia
Septuaginta jest tłumaczeniem Starego Testamentu z języka hebrajskiego na grecki, pochodzącym z III i II wieku przed Chrystusem i w ogóle pierwszym tłumaczeniem Biblii. Jej znaczenie kulturowo-historyczne i historii prądów intelektualnych jest nie do przecenienia. Dlatego już w XIX wieku orientalista z Getyngi, Paul de Lagarde zaproponował opracowanie wydania jej tekstów. Przedsięwzięcie przeglądania i redakcji wszystkich osiągalnych greckich manuskryptów i innych dokumentów materialnych wymagało jednak tak wielkiego logistycznego i naukowego nakładu pracy, że Lagarde nie mógł tego przedsięwzięcia zrealizować.
Dopiero jego uczeń, Alfred Rahlfs osiągnął we współpracy z licznymi znanymi naukowcami z Getyngi (m.in. Rudolfem Smendem), że państwo pruskie zapewniło środki niezbędne do realizacji projektu na taką skalę. W 1908 roku założono Göttinger Septuaginta-Unternehmen jako instytut Königliche Gesellschaft der Wissenschaften zu Göttingen (Akademia Nauk w Getyndze).
Alfred Rahlfs kierował instytutem do swojej śmierci w 1935 roku i zdążył przygotować podwaliny pod pracę nad krytyczną edycją Septuaginty. Zostały zebrane i ponumerowane fotografie dostępnych rękopisów (oznakowane sygnaturą Rahlfsa), porównano różne odczyty rękopisów i przedstawiono synoptycznie. Zatrudniono licznych pracowników, którzy mieli pomóc doprowadzić to nieukończone do dzisiaj przedsięwzięcie do końca.
Jeszcze pod kierownictwem Alfreda Rahlfsa udało się Göttinger Septuaginta-Unternehmen opublikować pierwsze tomy opracowanego naukowo wydania (Psalmi cum Odis, Ruth, Genesis). Kiedy stało się jasne, że prace nad opracowaniem całej Septuaginty potrwają jeszcze wiele lat, Rahlfs wydał także w 1935 roku Septuagintę bazującą na najważniejszych rękopisach pisanych majuskułą, które to wydanie jest do dzisiaj standardowym dziełem.
Do teraz ukazały się 23 tomy wydań naukowych, które obejmują około 2/3 ksiąg Septuaginty. W przeciwieństwie do początkowych prognoz Rahlfsa, że prace edycyjne potrwają 30 lat, będą one trwać jeszcze dziesiątki lat do ostatecznego ich ukończenia, co znacząco przekroczy okres 100 lat. Ten okres, a tym samym niespodziewanie długie istnienie Göttinger Septuaginta-Unternehmens wyjaśnia koncepcja edycji.

## Koncepcja edycji
Najważniejszym celem naukowej edycji Septuaginty jest przywrócenie i opublikowanie jej pierwotnych tekstów napisanych w języku greckim. Septuaginta nie jest zachowana w oryginale, lecz tylko w licznych odpisach (rękopisach), jak również pośrednich tłumaczeniach i cytatach w antycznej literaturze. Ustalenie pierwotnego tekstu wymaga więc zestawienia wszystkich dostępnych dokumentów i porównania tekstów odczytanych z różnych rękopisów.
Drugie jej zadanie polega na tym, aby w jednej historyczno-krytycznej pracy wszystkie istniejące od początku teksty i różniące się ich odczyty udokumentować i udostępnić je badaczom. Prace obejmują nie tylko greckie manuskrypty, lecz również tłumaczenia Septuaginty na inne języki, jak również wszystkie znane jej cytaty w starożytnej literaturze.
To obszerne zadanie dokumentacyjne oznacza olbrzymi naukowy wysiłek przy każdym wydanym tomie (każdy tom jest identyczny z biblijną księgą kanonów Septuaginty). Za każdy z tomów jest odpowiedzialny jego redaktor lub redaktorka, z reguły specjalista zajmujący się Starym Testamentem.
Obfitość materiału (ponad 2000 rękopisów i ciągle pojawiają się nowe), który należy uwzględnić i udokumentować wyjaśnia tak długi czas trwania projektu. W 2008 roku Göttinger Septuaginta-Unternehmen obchodziło 100-lecie swego powstania, lecz mimo to termin zakończenia prac nie jest znany.

## Kierownictwo i wyposażenie
Göttinger Septuaginta-Unternehmen jest zarządzane przez komisję, której członkami są obecnie profesorowie w dziedzinach: Stary Testament - Rudolf Smend, Reinhard Gregor Kratz, Hermann Spieckermann i Robert Hanhart, Nowy Testament - Eduard Lohse i Reinhard Feldmeier, patrystyk Ekkehard Mühlenberg i filolog klasyczny Heinz-Günther Nesselrath.
Dotychczasowi przewodniczący komisji:
1. Eduard Schwartz(inne języki) (1908–1909)
2. Jacob Wackernagel(inne języki) (1909–1915)
3. Alfred Bertholet(inne języki) (1915–1928)
4. Walter Bauer (1928–1946)
5. Kurt Latte(inne języki) (1952–1956)
6. Joachim Jeremias (1956–1970)
7. Walther Zimmerli(inne języki) (1970–1979)
8. Rudolf Smend (1979–2001)
9. Reinhard Gregor Kratz(inne języki) (od 2001)

Od założenia Göttinger Septuaginta-Unternehmen zatrudnia licznych naukowców i współpracowników. Siedziba instytutu mieści się w byłym domu Paula de Lagarde przy Friedländer Weg w Getyndze i posiada obszerną fachową bibliotekę.